# Göran Flodström
Göran Ingmar Flodström (Stoccolma, 27 gennaio 1953) è un ex schermidore svedese, vincitore di una medaglia d'oro nella scherma ai giochi olimpici.